# Port lotniczy Yeager
Port lotniczy Yeager (IATA: CRW, ICAO: KCRW) – port lotniczy położony w Charleston, w stanie Wirginia Zachodnia, w Stanach Zjednoczonych.